# Gene Taylor (Mississippipolitiker)

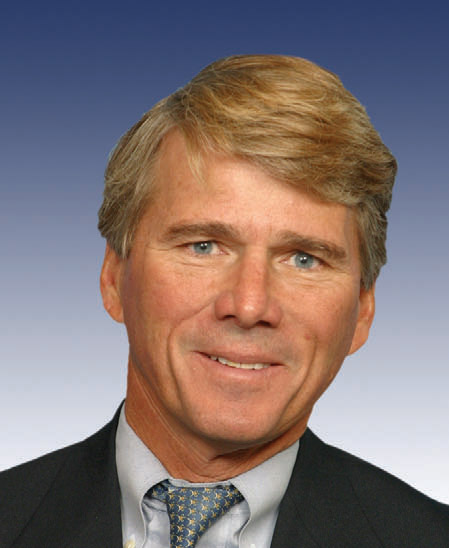
Gene Taylor

Gary Eugene "Gene" Taylor, född 17 september 1953 i New Orleans, Louisiana, är en amerikansk politiker. Han var ledamot av USA:s representanthus 1989–2011. Han representerade delstaten Mississippis femte distrikt fram till 2003 och därefter Mississippis fjärde distrikt. År 2014 bytte Taylor parti från Demokratiska partiet till Republikanska partiet.
Taylor gick i skola i De LaSalle High School i New Orleans. Han utexaminerades 1976 från Tulane University och studerade sedan vidare vid University of Southern Mississippi.
Kongressledamoten Trent Lott kandiderade till USA:s senat i senatsvalet 1988 och vann. Taylor förlorade kongressvalet mot republikanen Larkin I. Smith som efterträdde Lott i representanthuset i januari 1989. Smith omkom senare samma år i en flygolycka. Taylor vann fyllnadsvalet för att efterträda Smith i representanthuset. Han omvaldes tio gånger.
I mellanårsvalet i USA 2010 besegrades Taylor av Steven Palazzo. År 2014 bytte Taylor parti och utmanade Palazzo utan framgång i republikanernas primärval inför mellanårsvalet i USA 2014.